# Benjamin Baker Moeur
Benjamin Baker Moeur, född 22 december 1869 i Decherd, Tennessee, död 16 mars 1937 i Tempe, Arizona, var en amerikansk politiker (demokrat). Han var den 4:e guvernören i delstaten Arizona 1933-1937.
Moeur arbetade som läkare innan han blev politiker. Han avled 71 dagar efter att ha lämnat guvernörsämbetet. Moeurs grav finns på Double Butte Cemetery i Tempe.